# Trận Bạch Giang
Trận Bạch Giang, cũng được gọi là Trận Baekgang hay Trận Hakusukinoe, xảy ra ngày 28 tháng 8 năm 663 tại Sông Bạch Giang (nay Sông Geum, Hàn Quốc). Trận này liên quan liên minh của Yamato-Bách Tế và liên minh của Tân La-Đường.

## Tên gọi
Ở Nhật Bản, "Bạch Thôn Giang" cũng thường được đọc là "Hakusukinoe", nhưng không có con sông nào được gọi là "Bạch Thôn Giang", chỉ có vùng biển nơi sông Bạch Giang (nay là Cấm giang) đổ vào Hoàng Hải được gọi là "Bạch Thôn Giang". Trong tiếng Nhật, từ "giang" (江, kō, đọc là "e" (え)) trong "nhập giang" (入り江, iriko), từ "e" (え) còn được dùng để chỉ bờ biển, và từ "ki" (き) trong "hakusuki" (はくすき) còn được dùng để chỉ tòa thành. Ở cửa sông Bạch Giang, có một tòa thành "Bạch Thôn". Tuy nhiên, trong "Taigenkai" của Ōtsuki Fumihiko (大槻文彦, Đại Quy Văn Ngạn), từ "thôn" (村, suki) trong "thôn chủ (村主): người đúng đầu làng" ở Bách Tế.
Trong tiếng Nhật, trận chiến được gọi là Bạch Thôn Giang chi loạn (白村江の戦い, Hakusukinoe no tatakai).
Trong tiếng Trung, nó được viết là Bạch Giang (白江) được ghi chép trong Cựu Đường thư (旧唐書). Và trận chiến được gọi với nhiều tên gọi khác nhau Bạch Thôn Giang chi loạn (白村江之战, báicūnjiāng zhīzhàn), Bạch Thôn Giang hải chiến (白村江海战, báicūnjiāng hǎizhàn), Bạch Giang Khẩu chi loạn (白江口之战, báijiāngkǒu zhīzhàn)
Trận chiến trong tiếng Hàn được gọi là Trận chiến Bạch Giang (백강전투, Baekgang Jeontu), Bạch Giang Khẩu chi loạn (백강구 전투, Baekganggu jeontu).

## Bối cảnh

### Tình hình Bán đảo Triều Tiên và Trung Quốc đại lục
Vào thế kỷ thứ 6 và thứ 7, ba vương quốc Cao Câu Ly (高句麗), Bách Tế (百済) và Tân La (新羅) là tam quốc trên Bán đảo Triều Tiên, nhưng Tân La đã bị hai vương quốc kia đe dọa diệt vong.
Theo ghi chép của "Nhật Bản Thư Kỷ" (日本書紀, Nippon Shoki), Wakoku (倭国, Oa Quốc - tên gọi Nhật Bản trước đây) đã có ảnh hưởng thông qua Nhậm Na (任那, Mimana) ở phía nam của bán đảo Triều Tiên. Nhậm Na đã bị Tân La tiêu diệt trước năm 562.
Năm 475, Bách Tế bị Cao Câu Ly tấn công và kinh đô thất thủ, sau đó được khôi phục bằng việc chuyển thủ đô về Ungjin (熊津, Hùng Tân), và năm 538 thì chuyển đến Sabi (泗沘, Tứ Tỷ). Vào thời điểm đó, Bách Tế có mối quan hệ sâu sắc với Wakoku (Triều đình Wakoku cử trọng thần đến đóng quân ở đó), và trong trận chiến với Cao Câu Ly, quân tiếp viện thường được gửi đến từ Wakoku.
Mặt khác, nhà Tùy (隋朝), được thành lập vào năm 581, đã thống nhất lục địa Trung Quốc và thực hiện 4 cuộc tiến công quy mô lớn đến Cao Câu Ly (Chiến tranh Tùy – Cao Câu Ly) dưới thời trị vì của Tùy Văn Đế và Tùy Dạng Đế, nhưng không có cuộc tiến công nào thắng lợi cả. Năm 618, nhà Tùy bị lật đổ bởi một cuộc nổi dậy trong nước. Nhà Đường (唐朝) mới thành lập đã thống nhất Trung Quốc vào năm 628. Nhà Đường xâm lược Cao Câu Ly 3 lần (644-661-667) trong thời gian của hai triều vua Đường Thái Tông và Đường Cao Tông, và chinh phạt được Cao Câu Ly (Chiến tranh Đường–Cao Câu Ly).

### Đường chinh phạt Tân La
Khi Tân La bị Bách Tế tấn công vào năm 627, họ đã yêu cầu sự trợ giúp của nhà Đường, nhưng không thể vào thời điểm đó vì nhà Đường đang ở giữa một cuộc nội chiến. Tuy nhiên, vì Cao Câu Ly và Bách Tế quay lưng với Đường, nên nhà Đường ủng hộ Tân La như một quốc gia chư hầu. Ngoài ra, Kim Chunchu (金春秋, Kim Xuân Thu), sau này là Tân La Vũ Liệt vương, người trở thành nhân vật quyền lực dưới thời Thiện Đức nữ vương (632-647), bắt đầu tích cực áp dụng chính sách Đường hóa, và khi lên ngôi là Vũ Liệt vương vào năm 654, ông thường xuyên đến thăm nhà Đường để thể hiện lòng trung thành với nhà Đường. Cuộc xâm lược Bách Tế của nhà Đường được lên kế hoạch từ khoảng năm 648. Năm 649, Tân La phái Kim Chunchu đến Wakoku thay vì Kim Taswu (金多遂, Kim Đa Toại).

### Tình hình Bách Tế
Bách Tế xâm lược Tân La liên tục từ năm 642. Khi nạn đói do đại hạn hán ập đến bán đảo Triều Tiên vào năm 654, vua Nghĩa Từ vương đã không thực hiện các biện pháp giải quyết nạn đói, và vào tháng 2 năm 655, ông đã làm Bách Tế dần suy tàn, chẳng hạn như sửa chữa cung điện cho Thái tử Phù Dư Long (扶餘隆, Buyeo Yung). Vào tháng 3 năm 656, Thành Trung (成忠, Sengchwung), người đã chỉ trích vua Nghĩa Từ vương nghiện rượu, đã bị bắt giam và chết trong ngục. Trong Nhật Bản Thư Kỷ ghi sự suy tàn của Bách Tế được mô tả là “do sự kiện này mà gây ra". Vào tháng 4 năm 657, một đợt hạn hán khác xảy ra, và thực vật hầu như không còn. Vào tháng 9 năm 643, nhà Đường đã tuyên bố rằng Bách Tế "phòng thủ đang dựa vào biển, không chịu tu bổ vũ khí, nam nữ ly thân nhau và tụ tập trong bữa tiệc chung" (冊府元亀, Sách phủ nguyên quy). Kết quả là nhà Đường đã có được thông tin về những khiếm khuyết trong phòng thủ, mất đoàn kết và rối loạn xã hội.
Tháng 4 năm 659, nhà Đường chuẩn bị xuất binh bí mật.

### Tình hình Wakoku
Việc nhà Đường âm mưu xâm chiến Bách Tế đã truyền đến Wakoku, và việc đề cao cảnh giác được gia tăng. Có nhiều giả thuyết khác nhau về chính sách đối ngoại trong thời kỳ Cải cách Taika, nhưng với khả năng nhà Đường sẽ tấn công Bách Tế, một quốc gia hảo hữu truyền thống, chứ không phải Cao Câu Ly, nơi cách xa Wakoku bằng đường biển dẫn đến chính sách đối ngoại của Wakoku sẽ buộc phải lựa chọn giữa triều đại Trung Quốc (Đường) và Bách Tế, cả hai đều có quan hệ hữu nghị truyền thống. Về chính sách đối ngoại của thời kỳ này, các nhà sử học có nhiều ý kiến khác nhau, chẳng hạn như "lý thuyết nhất quán về đường lối ủng hộ Bách Tế", tranh chấp giữa các phe "Thiên hoàng Kōtoku = phe thân Bách Tế, Hoàng tử Naka no Ōe = phe thân Đường và Tân La" hoặc là "Thiên hoàng Kotoku = phe thân Đường và Tân La, Hoàng tử Naka no Ōe = phe thân Bách Tế".

### Đề xuất chinh phạt Tân La
Vào năm Hakuchi thứ 2 (651), Sadaijin (Tả đại thần), Kose no Tokuta, khuyên Hoàng tử Naka no Oe (sau này là Thiên hoàng Tenji), người đã trở thành một nhân vật quyền lực ở Wakoku, chinh phục Tân La, tuy nhiên, đề xuất đã không được thông qua.

### Sứ thần nhà Đường
Việc cử sứ thần đến nhà Đường Trung Quốc trong hai năm liên tiếp, vào năm Hakuchi thứ 4 (653) và năm Hakuchi thứ 5 (năm 654), được cho là một nỗ lực để đối phó với tình hình này.

### Đánh bại Emishi và Shukushin
Vào thời đại của Thiên hoàng Saimei, vào tháng 4 năm 658, cuộc chinh phạt phía bắc đã được lên kế hoạch và đứng đầu là Abe no Hirafu, quốc thủ Koshi, đã đánh bại lần lượt các tộc ở Emishi vào tháng 4 năm 659, và Shukushin vào tháng 3 năm 660.

## Chiến tranh Bách Tế
Năm 660, Bách Tế bị quân Đường đánh bại (Tân La cũng đưa quân đội tham chiến) và tiêu diệt. Sau đó, phong trào khôi phục Bách Tế được phát động bởi Gwisil Boksin (鬼室福信, Quỷ Thất Phúc Tín) và những người khác, và người Nhật tham chiến vào năm 663, và bị đánh bại trong trận Hakusunoe. Cuộc chiến trong thời kỳ này được gọi là chiến tranh Bách Tế.

### Bách Tế bị tiêu diệt
Vào tháng 3 năm 660, để đáp ứng yêu cầu giúp đỡ từ Tân La, nhà Đường đã điều động một đội quân, bổ nhiệm Tô Định Phương (蘇定方) làm Đại tổng quản hành quân Thần Khâu Đạo, và lệnh cho tướng Lưu Bá Anh (劉伯英) dẫn một đội quân 130,000 quân bộ binh và thủy binh, và ra lệnh cho Tân La hỗ trợ. Quân Đường tấn công từ hướng biển, trong khi quân Tân La tấn công từ trên bộ, theo chiến lược hai mũi nhọn. Đường có 13 vạn quân và Tân La là 5 vạn, tổng cộng là 18 vạn quân.
Thành Trung, trước khi khuyên vua Bách Tế và chết trong ngục, ông đã thấy trước cuộc xâm lược của quân Đường, và khuyên bảo vệ Thán Hiện trên bộ (phía tây thành phố Daejeon ngày nay) và sông Bạch Giang trên biển, nhưng vua Bách Tế đã không quan tâm đến điều này. Một số người cũng đưa ra kế hoạch chặn quân Đường ở Bạch Giang và Thán Hiện (炭峴, Tanhyeon), nhưng tất cả đều bị vua và các quan đại thần bác bỏ. Trước khi Bách Tế có thể xác định chiến lược của mình, quân Đường đã tiến sâu vào Bạch Giang và Thán Hiện.

### Trận Hoàng Sơn
Mặc dù đại bản doanh của Bách Tế không hoạt động, nhưng các tướng lĩnh Bách Tế đã chiến đấu kiên cường, và với 5,000 binh lính thuộc đội quyết tử của tướng Giai Bách (계백, Gyebaek) thiết lập 3 trại và chờ quân giặc. Về phía Tân La, Thái tử Kim Pháp Mẫn (김법민, Kim Beopmin), sau này là Vua Tân La Văn Vũ vương, tướng quân Kim Khâm Thuần (김흠순, Kim Humswun), tướng quân Kim Phẩm Nhật (김품일, Kim Phwungil) và những người khác chia 50,000 quân thành ba nhóm và cố gắng đột phá Hoàng Sơn, nhưng họ bị quân Bách Tế chặn lại. Trong trận chiến ác liệt trên núi Hoàng Sơn vào ngày 9 tháng 7, quân Bách Tế, bao gồm cả Giai Bách, đã đánh bại quân Tân La và thắng bốn trận, nhưng bị tiêu diệt trước sức mạnh áp đảo của quân địch. Trong trận Hoàng Sơn này, quân Tân La cũng bị thiệt hại rất nhiều, và đã hành quân đến trễ vào ngày 10 tháng 7, tức là ngày hẹn ước hội quân với nhà Đường, Tô Định Phương của nhà Đường đổ lỗi điều này cho Kim Văn Dĩnh (김문영, Kim Munyeng) và cố gắng xử tử, nhưng Kim Văn Dĩnh sắp bị giết đã nói rằng ông sẽ chiến đấu với nhà Đường nếu ông không giao chiến ở Hoàng Sơn, thuộc hạ của Tô Định Phương đã can thiệp và tội trễ nải đã được tha thứ.
Quân Đường vượt Bạch Giang, mặc dù rất lầy lội và khó khăn, đã phải dùng cây liễu kéo lên mặt đất, phá vỡ tuyến phòng thủ tại Hùng Tân và tiến quân về kinh đô. Nghĩa Từ Vương đã hối hận vì đã không nghe theo lời khuyên của Thành Trung và những người khác.
Ngày 12 tháng 7, quân Đường bao vây kinh đô. Một số người trong hoàng gia Bách Tế muốn đầu hàng, nhưng phía nhà Đường từ chối. Vào ngày 13 tháng 7, Nghĩa Từ Vương chạy đến thành Hùng Tân, và thái tử Phù Dư Long đầu hàng, và vào ngày 18 tháng 7, Nghĩa Từ Vương đầu hàng, Bách Tế bị tiêu diệt.
Năm 660, sau khi Bách Tế sụp đổ, nhà Đường đặt các lãnh thổ cũ của Bách Tế dưới sự kiểm soát của mình. Nhà Đường cử tướng Lưu Nhân Nguyện (劉仁願) đến trấn thủ thành Tứ Tỉ, kinh đô của Bách Tế và cử Vương Văn Độ (王文度) làm Đô đốc Hùng Tân (Phủ Đô đốc Hùng Tân). Nhà Đường cũng đã xây dựng "Văn bia Đại Đường bình Bách Quốc", là một văn bia chiến thắng trong chiến tranh, và trên đó có khắc ghi sự suy tàn của Bách Tế trước chiến tranh là "Bên ngoài thì bỏ rơi trực thần, bên trong thì tin vào yêu phụ, và hình phạt thì dành cho trung lương". Vẫn còn có thể nhìn thấy dòng chữ khắc trên bia ký trong ngôi chùa đá năm tầng của chùa Định Lâm (정림사, Cenglim Si) ở Huyện Buyeo.

### Phong trào khôi phục Bách Tế
Mục tiêu của nhà Đường là chinh phạt Cao Câu Ly, và việc chinh phạt được Bách Tế có nghĩa là loại bỏ được chướng ngại vật, và khi lực lượng chính của quân Đường tiến đến Cao Câu Ly, phong trào khôi phục Bách Tế được khởi xướng bởi Quỷ Thất Phúc Tín (귀실복신, Gwisil Boksin), Hắc Xỉ Thường Chi (흑치상지, Heukchi Sangji), và những người khác sống ở Bách Tế. Vào ngày 8 tháng 2, tàn dư của Bách Tế mở một cuộc phản công nhỏ, và vào ngày 26 tháng 8, quân đội Tân La mở một cuộc phản công đánh bại. Vào ngày 26 tháng 8, bảo vệ Nhậm Tồn (nay thuộc Lễ Sơn quận, Trung Thành Nam đạo ngày nay) khỏi lực lượng Shilla. Vào ngày 9 tháng 3, tướng quân Lưu Nhân Nguyện đóng quân ở thành Tứ Tỉ, nhưng tàn dư của Bách Tế đã liên tục tấn công. Tàn dư của Bách Tế đã bị đẩy lùi, nhưng đã thiết lập được từ 4 đến 5 hàng rào đã được xây dựng ở vùng núi phía nam Tứ Tỉ, và họ đã đóng quân và tiếp tục tấn công nhiều lần. Để đáp lại những người khôi phục Bách Tế này, hơn 20 thành đã hưởng ứng phong trào khôi phục lại Bách Tế. Vương Văn Độ, Đô đốc Hùng Tân, cũng đột ngột qua đời sau khi ông được bổ nhiệm vào chức vụ này.
Vì lực lượng chính của nhà Đường đang tiến đến Cao Câu Ly, họ không thể giải cứu, quân đội Tân La đã quét sạch tàn dư của Bách Tế. Vào ngày 9 tháng 10, họ tấn công thành Nire và chiếm được nó vào ngày 18 tháng 10, và hơn 20 thành của Bách Tế đầu hàng. Vào ngày 30 tháng 10, phá hủy đồn binh Bách Tế ở vùng núi phía nam Tứ Tỉ và chặt đầu 1,500 người.
Tuy nhiên, các thành trì kháng cự là thành các trực thần Bách Tế, như Quỷ Thất Phúc Tín, Hắc Xỉ Thường Chi, nhà sư Đạo Sâm (도침, Dochim) đóng ở Nhậm Tồn thành và Dư Tự Tín (여자신, Yeo Jasin) đóng ở Chu Lưu thành để kháng chiến.

### Wakoku cứu viện Bách Tế
Sau khi Bách Tế sụp đổ, các trực thần của Bách Tế, dẫn đầu là Quỷ Thất Phúc Tín, Hắc Xỉ Thường Chi, đã huy động quân đội để khôi phục lại Bách Tế và yêu cầu sự cứu viện từ Wakoku để hỗ trợ Thái tử Phù Dư Phong Chương, người đang ở lại Wakoku.
Hoàng tử Naka no Oe đồng ý với điều này, chấp nhận người tị nạn Bách Tế, và làm sâu thêm mâu thuẫn với Đường và Tân La.
Năm 661, Thiên hoàng Kōgyoku tự mình đưa quân đến Kyushu, nhưng đột ngột qua đời ở Nanotsu, Fukuoka (có giả thuyết cho rằng bị ám sát). Ngay cả sau khi Thiên hoàng Kōgyoku qua đời, hoàng tử Naka no Oe vẫn chưa lên ngôi ngay mà ông hoàn toàn ủng hộ phong trào bằng cách bổ nhiệm Echi no Takutsu (người phụ trách đóng tàu) làm tư lệnh với nhiệm vụ chi viện toàn diện. Sau đó, quân đội Wakoku được chia thành ba nhóm và đổ bộ vào phần phía nam của Bán đảo Triều Tiên.
Tuy nhiên, vào thời điểm này, trận doanh Bách Tế hoàn toàn không có tổ chức. Phù Dư Phong Chương không nhận thức đầy đủ về cuộc chiến và các tướng lĩnh của ông, bao gồm cả Hắc Sỉ Thường Chi, đã đánh giá thấp ông ngay từ đầu. Sư Đạo Sâm bị giết bởi Quỷ Thất Phúc Tín, và Quỷ Thất Phúc Tín bị giết bởi Phù Dư Phong Chương sau này.

## Quân lực

### Quân liên hợp Đường, Tân La
Tổng số quân không được biết, nhưng ngà sử học Mori Masaaki ước tính rằng nó tương đương với 130,000 quân Đường và 50,000 quân Tân La vào thời điểm Bách Tế thất bại năm 660. Người ta cũng nói rằng quân Đường mạnh hơn sau chiến dịch Bách Tế. Vào thời điểm đó, nhà Đường đã chinh phục các dân tộc khác nhau trên mọi hướng, và phạm vi ảnh hưởng rất rộng.  Người ta nói rằng lực lượng chính của thủy quân nhà Đường tham gia vào thời điểm đó là người Mạt Hạt.

#### Thủy quân
Hải quân có 7,000 người và hơn 170 tàu.  Các chỉ huy là Lưu Nhân Quỹ (劉仁軌), Đỗ Sảng (杜爽), nguyên thái tử Bách Tế Phù Dư Long.

#### Lục quân
Không rõ số lượng. Chỉ huy lục quân gồm Tôn Nhân Sư, Lưu Nhân Nguyện, vua Tân La Văn Vũ vương.

### Wakoku
- Cánh thứ nhất: hơn 10,000 người. Có hơn 170 tàu. Các chỉ huy là Azumi no Hirafu, Sai no Ajimasa, Echi no Takutsu.
- Cánh thứ hai: hơn 27,000 người, quân chủ lực. Các chỉ huy là Kamitsuke no Wakugo, Kose no Kamusaki, Abe no Hirafu.
- Cánh thứ ba: hơn 10,000 người. Các chỉ huy là Iohara no Omi.

## Diễn biến trận chiến
Vào tháng 5 năm 661, cánh thứ nhất của Wakoku xuất phát với các chỉ huy là Azumi no Hirafu, Sai no Ajimasa và Echi no Takutsu.  Đó là đội tiền tiêu hộ tống Phong Chương vương (Phù Dư Phong Chương), với hơn 170 chiến thuyền và hơn 1 vạn quân.
Tháng 3 năm 662, cánh thứ nhất của Wakoku là lực lượng chính khởi hành. Chỉ huy là Kamitsuke no Wakugo, Kose no Kamusaki, Abe no Hirafu.
Năm 663, Phong Chương vương gặp Quỷ Thất Phúc Tín, nghi Phúc Tín có âm mưu giết mình Phong Chương vương đã giết Phúc Tín. Quân đội Tái thiết Bách Tế, nhận được sự hỗ trợ từ Wakoku, đã thành công trong việc đánh đuổi quân đội Tân La và tiến vào miền nam Bách Tế.
Để đối phó với sự nổi dậy của Bách Tế, nhà Đường điều động 7,000 lính thủy quân do Lưu Nhân Quỹ (劉仁軌) chỉ huy quân tiếp viện. Quân đội nhà Đường và Tân La quyết định tiến công bằng đường bộ và đường thủy tiêu diệt các lực lượng liên minh của Wakoku và Bách Tế trong một cuộc đột kích. Các lực lượng trên bộ được chỉ huy bởi các tướng nhà Đường, Tôn Nhân Sư (孫仁師), Lưu Nhân Nguyện (劉仁願), và Vua Kim Pháp Mẫn (Văn Vũ Vương) của Tân La. Lực lượng hải quân gồm hơn 170 chiến thuyền do Lưu Nhân Quỹ, Đỗ Sảng (杜爽) và cựu thái tử Bách Tế Phù Dư Long chỉ huy đã xuôi theo sông Hùng Tân và gặp lực lượng trên bộ để đánh chặn quân Wakoku.
Mặt khác, phía Triều đình Yamato thiếu một bộ chỉ huy thống nhất với quyền lực mạnh mẽ, và chiến lược cũng rất cẩu thả.  So với nhà Đường, phe Yamato có ít kinh nghiệm trong các cuộc chiến tranh với nước ngoài, và thêm vào đó, sức mạnh quân sự tổng thể cũng kém hơn. Trong khi đó phía Bách Tế hoàn toàn không thống nhất, và lúc này họ đang ở trong tình trạng nội bộ lục đục.

### Chiến tranh trên biển
Các lực lượng liên minh Wakoku và Bách Tế đã trì hoãn việc đến sông Bạch Thôn trong 10 ngày do ảnh hưởng của vụ hạ sát Phúc Tín, vì vậy họ đã tấn công vào cửa sông Bạch Thôn Giang nơi đóng quân của nhà Đường và quân Tân La và tiến hành một trận hải chiến. Người ta nói rằng quân Wakoku đã chia thành ba đội hình tấn công bốn lần, nhưng mặc dù có một số lượng lớn tàu chiến, Wakoku đã bị thủy quân Đường và Tân La đánh bại vào ngày 28 tháng 8 năm 663.
Trong trường hợp này, chiến lược lực lượng liên minh của Wakoku và Bách Tế thực hiện “Nếu chúng ta đánh trước, kẻ thù sẽ rút lui" là vô cùng cẩu thả.

### Chiến tranh trên bộ
Cùng lúc đó, trên bộ, quân đội của Đường và Tân La đã đánh bại quân của Wakoku và Bách Tế, và lực lượng khôi phục Bách Tế bị sụp đổ.
Trong số hơn 1,000 tàu Nhật Bản tập trung tại Bạch Thôn Giang, hơn 400 tàu đang bốc cháy. Có ghi chép rằng những người thuộc hào tộc (豪族, gōzoku) hùng mạnh ở Kyushu, như tộc Tsukushi no Sachiyama, tộc Haji no Hodo, tộc Hino Okina, tộc Otome no hakama đã bị quân nhà Đường bắt giữ và giam giữ làm tù binh trong 8 năm mới được phép trở về nhà.
Sau thất bại lớn tại sông Bạch Thôn, lực lượng thủy quân Wakoku đã mang theo quân đội Wakoku và những cư dân Bách Tế muốn lưu vong lên tàu và cuối cùng trở về Wakoku trong khi bị truy đuổi bởi lực lượng thủy quân Đường và Tân La.
Khi quân tiếp viện đến gần, Phong Chương Vương bỏ mặc những người lính trong thành và trốn khỏi Chu Lưu thành (周留城), vốn là căn cứ của ông, và gia nhập Quân đội Hoàng gia Yamato vào ngày 13/8, nhưng khi bị đánh bại, ông cũng bỏ trốn và đào tẩu đến Cao Câu Ly cùng một số những người theo hầu.

## Hậu chiến
Trận sông Shiramuni kết thúc mang lại thắng lợi cho nhà Đường, có thể nói là trận chiến diễn ra trong quá trình thay đổi mạnh mẽ cơ cấu quyền lực Đông Á với sự xuất hiện của nhà Đường, một triều đại thống nhất đã lưu tên mình vào lịch sử như một trong những cường quốc lớn nhất trong lịch sử Trung Quốc.

### Cao Câu Ly diệt vong
Song song với trận Bạch Giang, nhà Đường xâm lược Cao Câu Ly ở phía bắc bán đảo Triều Tiên vào năm 666 (cuộc xâm lược Cao Câu Ly của nhà Đường), và tiêu diệt vào năm 668 sau 3 cuộc tấn công và thành lập An Đông đô hộ phủ. Phong Chương vương của Bách Tế, người mất nước trong trận Bạch Giang, lưu vong ở Cao Câu Ly, bị nhà Đường bắt và bị cầm tù. Do sự sụp đổ của Cao Câu Ly, Wakoku trở thành quốc gia duy nhất ở Đông Á chống lại Đường.

### Lập nước Bột Hải
Năm 698, những người Mạt Hạt thuộc tộc Mạt Túc thành lập quốc gia Bột Hải ở miền nam Mãn Châu cùng với những người di dân Cao Câu Ly và những người khác. Vào thời điểm thành lập, mâu thuẫn với nhà Đường, nhưng sau đó đã nhận được một tước hiệu từ nhà Đường và trở thành chư hầu của nhà Đường. Ngoài ra, khi quan hệ với Tân La xấu đi, Nhật Bản đã tiến hành cử sứ giả đến Bột Hải dưới hình thức nhận triều cống từ Bột Hải, và tăng cường giao lưu với Bột Hải dọc theo bờ biển Nhật Bản, bao gồm cả Niigata và Hokuriku.

### Tân La thống nhất bán đảo
Sau chiến tranh, nhà Đường quyết định thành lập Cơ Mi Châu (羈縻州) ở vùng đất cũ của Bách Tế và Cao Câu Ly, và thiết lập Cơ Mi Châu ở Tân La. Tân La sử dụng những quan lại còn sót lại của Cao Câu Ly cũ để dấy lên cuộc nổi dậy chống lại nhà Đường vào năm 669. Năm 670, trong khi nhà Đường đang chiến đấu chống lại Thổ Phồn ở khu vực phía tây, Tân La đã tấn công Hùng Tân Đô hộ phủ của nhà Đường, và giết nhiều quan sứ nhà Đường. Mặt khác, Tân La đã cử sứ giả đến nhà Đường để yêu cầu xin hàng, và đối đầu với nhà Đường bằng cả hai cách cứng rắn và mềm mỏng. Sau một số trận chiến, Tân La một lần nữa nhận được quyền thống trị của nhà Đường, và hai bên đã làm hòa dưới hình thức nhà Đường trao quyền kiểm soát cho Tân La đối với lãnh thổ phía nam sông Thanh Xuyên Giang (sông Chongchon) ngày nay. Các lực lượng nhà Đường rút quân vào năm 675, và việc thống nhất bán đảo (phần lớn khu vực ngày nay là Bán đảo Triều Tiên) đã được Tân La thực hiện.

### Wakoku

#### Tổng quan
Ngoài việc thiết lập quan hệ hữu nghị với nhà Đường, hệ thống nhà nước nhanh chóng được phát triển và cải cách, vào thời kỳ Thiên hoàng Tenji Luật Omi (近江令; Cận Giang lệnh) đã được ban hành, và trong thời Thiên hoàng Temmu bộ luật Asuka Kiyomihara Ritsu-ryo (飛鳥淨御原令; Phi Điểu Tịnh Ngự Nguyên lệnh) được ban hành,   được coi là luật Ritsuryō đầu tiên. Đây là lần đầu tiên trong lịch sử, một nhà nước Nhật Bản được thành lập theo hệ thống Ritsuryō, và quốc hiệu được đổi từ Wakoku thành "Nhật Bản".
Thất bại trong trận Bạch Giang được cho là đã thúc đẩy cảm giác rối loạn trong nội bộ Wakoku và dẫn đến việc xây dựng hệ thống nhà nước mới của Nhật Bản.

#### Đàm phán hậu chiến và thiết lập quan hệ hữu nghị với Đường
Năm 665, Đại phu Nghi châu Tư mã Thượng trụ quốc Lưu Đức Cao của triều đình nhà Đường đến Nhật Bản với tư cách là một sứ thần để giải quyết tình hình hậu chiến, và Lưu Đức Cao quay trở lại Nhật Bản ba tháng sau đó. Để phái sứ thần sang nhà Đường, phía Wakoku đã cử Mori no Ōishi (thực chất với tư cách một kentōshi) sang đó.
Năm 667, tướng trấn thủ Bách Tế của nhà Đường, Hùng Tân Đô đốc phủ Lưu Nhân Nguyện (một trong năm Đô đốc phủ mà nhà Đường đặt sau khi chiếm đóng Bách Tế) đã ra lệnh chuyển tù binh Nhật Bản đến Trúc Tử Đô đốc phủ.
Để bình thường hóa quan hệ với nhà Đường, Thiên hoàng Tenji đã cử Kawachi no Kujira và những người khác làm sứ thần chính thức đến nhà Đường vào năm 669. Người ta tin rằng một trong những mục đích của sứ thần là tìm hiểu tình hình nội bộ của nhà Đường đồng thời kiểm tra xác nhận tin đồn, vì đã có nhiều tin đồn rằng nhà Đường sẽ đưa quân vào Nhật Bản vào khoảng năm 670. Mặc dù có sự gián đoạn tạm thời trong thời kỳ Tenmu và Jitō, các sứ thần đến Trung Quốc thời nhà Đường vẫn tiếp tục trong một thời gian dài, và các sứ thần từ nhà Đường đến thăm, và ngoại giao của Nhật Bản sau đó dựa trên quan hệ hợp tác với nhà Đường.

#### Trao trả tù binh
Theo "Nihonshoki" (Nhật Bản Thư Kỷ), vào tháng 11 năm 671, sau trận Bạch Giang, "Sứ thần nhà Đường Quách Vụ Tông cùng 600 người, đưa Sa Trạch Tôn Đăng và 1400 người, tổng cổng 2000 người và 47 thuyền cập đảo Bỉ Tri (比知嶋, hichishima). Tổng cộng có 2000 lính Đường và Bách Tế đổ bộ.  Trong số đó có 4 người là Nhà sư Dōku, Tsukushi no Sachiyama, Karashima no Sugurisaba và Nunoshi no Obitoiwa, và nói rằng mục đích của họ là hợp tác quân sự với nhà Đường trên cơ sở trao trả tù binh.
Năm 684, Itsukai no Kobito, Tsukushi no Miyake no Tokuko, cùng với khiển Đường lưu học sinh Haji no Sukune, Shirai no fubitohone và những người khác, trở về Nhật Bản qua Tân La, việc trao trả tù binh chiến tranh đầu tiên được ghi nhận từ Trận Bạch Giang.
Vào năm 690, Thiên hoàng Jitō nói với Otomobe no Hakama, một cư dân của Kamiyome-gun (Kamizuma-gun) ở tỉnh Chikugo, sau 30 năm trở về Nhật Bản, đã khen thưởng đồng thời tặng đất đai và các phần thưởng khác cho gia đình Otomobe no Hakama. Trong thời đại sau này, một tượng đài tôn vinh Otomobe no Hakama đã được xây dựng ở địa phương (thành phố Yame, tỉnh Fukuoka) trong khi tư tưởng Tôn hoàng nhương di (tư tưởng Sonnō jōi) xuất hiện vào cuối thời Edo, và nó vẫn tồn tại đến nay.
Năm 707, Nishikori no Tora, Mibu no Iotari, và Kosebe no Katami cũng được trả về nước. Ngoài ra, các ví dụ về Mononobe no Kusuri và Mibu no Moroshi, được trao trả năm 696, được biết đến.

#### Phát triển hệ thống phòng thủ
Thiên hoàng Tenji, người đã lo sợ một cuộc xâm lược Nhật Bản của nhà Đường và Tân La sau thất bại ở Bạch Giang, bắt đầu xây dựng lại và củng cố mạng lưới phòng thủ. Với sự hợp tác của các nhà quân sự từ Bách Tế, ông đã xây dựng các pháo đài phòng thủ cho các lâu đài cổ trên núi ở Tsushima và ở Dazaifu phía bắc Kyushu, và ở nhiều vùng khác nhau của miền tây Nhật Bản dọc theo biển nội địa Seto (Nagato, lâu đài Yashima, Okayama, v.v.),  và triển khai Sakimori dọc theo bờ biển phía bắc Kyushu. Hơn nữa, vào năm 667, Thiên hoàng Tenji dời đô từ Namba đến Omi-kyo, nơi nằm trong đất liền, và hệ thống phòng thủ đã được hoàn thiện tại đây.

#### Chuyển đổi sang hệ thống tập trung và thay đổi quốc hiệu
Sau cái chết đột ngột của Thiên hoàng Tenji vào năm 671, Hoàng tử Otomo (Thiên hoàng Kobun), con trai của Thiên hoàng Tenji, và em trai của ông là Hoàng tử Oama đối đầu với ngai vàng Hoàng gia, và vào năm 672, Chiến tranh Jinshin, cuộc nội chiến lớn nhất trong thời cổ đại.  Hoàng tử Oama, người chiến thắng trong trận chiến, lên ngôi với tên gọi Thiên hoàng Tenmu.
Thiên hoàng Tenmu, người lên ngôi, đã cố gắng xây dựng một quốc gia mới với hệ thống quản trị chuyên chế. Ngoài ra, các sứ thần từ Wakoku thường xuyên được phái đến Tân La, và số lượng sứ thần đã lên tới 14 lần trong thời kỳ trị vì của Tenmu.  Người ta tin rằng đây là một phần của động thái cùng chống lại nhà Đường, Tân La vốn có một lực lượng quân sự mạnh mẽ. Tuy nhiên, sau cái chết của Thiên hoàng Tenmu (686), quan hệ giữa hai nước dần xấu đi.
Ngay cả sau khi Thiên hoàng Tenmu qua đời, đường lối cai trị chuyên chế vẫn được Thiên hoàng Jito kế thừa, và với sự ban hành của Taiho Ritsuryo (Bộ luật Taiho) vào năm 701, tên đất nước đã thay đổi từ Wakoku thành Nhật Bản, và việc xây dựng một nhà nước tập trung. Sau năm 702, khi khuôn khổ của 'Nhật Bản' gần như hoàn thành, sứ thần đến Trung Quốc nhà Đường được Thiên hoàng Monmu nối lại và quan hệ ngoại giao với Trung Quốc nhà Đường được khôi phục bằng cách gửi Awata no Mahito.

#### Dân Bách Tế chạy loạn
Vào năm 670, do công lao của Tá Bình (quan bậc nhất vị Bách Tế) Quỷ Thất Phúc Tín của Bách Tế, người họ hàng của ông, Quỷ Thất Tập Tư, đã được phong tước Tiểu Cẩm Hạ, cấp đất ở huyện Gamo, Tỉnh Omi.
Thiện Quang, em trai của Phong Chương Vương, một thành viên trong gia đình của Vua Bách Tế, được Triều đình ban cho quốc tính Kudara no Konikishi (百済王 Bách Tế vương) và phục vụ trong triều đình. Sau đó, ông đã phát hiện ra một mỏ vàng ở tỉnh Mutsu và vì đã đóng góp vào việc xây dựng Đại Phật Nara, Kudara no Konikishi Kyōfuku được ban tòng tam vị.
Theo các nguồn lịch sử, những người Bách Tế ở lại bán đảo Triều Tiên đã phân tán đến Tân La, Bột Hải và Bách Tế, và các gia tộc của Bách Tế đã biến mất.